# Ghochhar Sar
Der Ghochhar Sar ist ein Berg im Hinduraj-Gebirge.

## Lage
Der Ghochhar Sar befindet sich im Chitral-Distrikt in der pakistanischen Provinz Khyber Pakhtunkhwa.
Der Berg besitzt eine Höhe von 6249 m. An seiner Nordseite erstreckt sich der Ishporili-Gletscher. Im Westen strömt der Sachiokuh-Gletscher nach Norden. Der Laspur, der linke Quellfluss des Mastuj, fließt entlang seiner Ostflanke in nördlicher Richtung. 

## Besteigungsgeschichte
Im Jahr 1967 wurde der Ghochhar Sar von einer vierköpfigen italienischen Expedition von Westen her erstbestiegen.
Am 27. Juni erreichten Carlo Alberto Pinelli und Guido Machetto den Gipfel vom Sachiokuh-Gletscher kommend.
Eine Zweitbesteigung des Ghochhar Sar gelang ein Jahr später einer österreichischen Expedition. Arndt Schüssler, Hilmar Sturm und Heinz Badura erreichten am 9. August 1968 den Gipfel über den Westgrat, wobei sie vom Ishporili-Gletscher aufstiegen.